# Crossett, Arkansas
Crossett är en stad (city) i Ashley County, i delstaten Arkansas, USA. Enligt United States Census Bureau har staden en folkmängd på 5 466 invånare (2011) och en landarea på 15,5 km².